# Meghana Reddy
Meghana Reddy, född 24 oktober 1975 i Rajahmundry i Indien, är en känd indisk fotomodell och före detta VJ. Meghana var del i en programledarduo i programmet "Mangta Hai" på Channel V i mitten av 1990-talet. Under toppen av sin VJ-karriär flyttade hon till England för bättre karriärmöjligheter. Numera bor hon i New York och är modell för postorderkataloger som "Macy". 
Hennes familj stammar från Rajahmundry i Andhra Pradesh och hon är nära släkt till affärsmannen Vijay Mallya. Hon är nummer två i syskon- och skådespelarskaran som i övrigt består av Sushma och Sameera.